# Tadao Ando
Tadao Ando (安藤 忠雄, Andō Tadao) (Osaka, 13 de setembre de 1941). Arquitecte mitjançant l'autoaprenentatge. Els seus viatges conjuntament amb nombroses lectures li han atorgat els coneixements necessaris del seu ofici. Va visitar edificis dissenyats per famosos arquitectes com Le Corbusier, Mies van der Rohe, Frank Lloyd Wright i Louis Kahn abans de tornar a Osaka per fundar l'any 1968 el seu estudi: Tadao Ando Architects & Associates Arxivat 2015-02-11 a Wayback Machine..
Classificat per Francesco Dal Co dins del corrent anomenat regionalisme crític. Rebutja la utilització indiscriminada de l'arquitectura moderna a les diferents cultures del món. La seva obra combina formes actuals i materials contemporanis amb principis estètics i espacials tradicionals japonesos, destacant en la integració dels edificis dins del seu entorn natural. Empra el formigó llis, on resten les empremtes visibles de l'encofrat, per crear plans murals tectònics que serveixen com a superfícies per capturar la llum.
En els seus dissenys Ando rebutja el materialisme consumista de la societat actual visible en moltes obres arquitectòniques. Aquest fet no li impedeix utilitzar en els seus projectes els materials característics de l'època moderna emprant-los de manera que aparentin senzillesa i proporcionin al mateix temps sensacions positives. Entre altres recursos ho aconsegueix mitjançant les formes, la llum o l'aigua. Es basa generalment en trames geomètriques que serveixen de pauta per a l'ordenament dels seus espais. Alberto Campo Baeza, arquitecte i catedràtic, va escriure sobre Tadao Ando: "Dins d'aquesta tasca creadora que és l'arquitectura guanya la carrera qui corre més a poc a poc."
D'altra banda, estudia fórmules per solucionar o millorar el caos de l'urbanisme existent en moltes poblacions japoneses. Aquest aspecte el tracta des d'un doble vessant: la primera, crítica i la segona, de sensibilitat i comprensió.
Ha rebut nombrosos premis i distincions, com la Medalla Alvar Aalto (1985), el Praemium imperiale (1996), el Premi Kyoto (2002) i el màxim guardó internacional d'arquitectura, el Premi Pritzker (1995), comparable al Premi Nobel. Ha estat convidat com a professor visitant de diferents universitats: Colúmbia, Yale o Harvard.

## Carrera

### L'estil arquitectònic
Ando va ser criat al Japó. La religió, l'estil de vida i la cultura japonesa hi ha influït fortament. El seu estil d'arquitectura i disseny crea un efecte "haiku", posant l'accent en el no-res i l'espai buit per representar la bellesa de la simplicitat. Afavoreix el disseny d'una circulació espacial complexa mantenint l'aparença de senzillesa. Conserva a la ment la seva cultura i idioma mentre viatja arreu del món. Creu que l'arquitectura pot canviar la societat en sentit de promocionar un lloc o canviar-li la identitat: "Transformar l'habitatge serveix per a modificar la ciutat i reformar la societat." Segons assenyala Werner Blaser "Els bons edificis de Tadao Ando creen una identitat inoblidable i, per tant, publicitat que al seu torn atrau el públic i promou el posicionament al mercat."
La senzillesa de la seva arquitectura emfatitza el concepte de sensacions i experiències físiques. El terme religiós zen, està dirigit cap al concepte de simplicitat i es concentra al sentiment intern en lloc de l'aparença externa. Les influències del budisme zen es mostren vivament en l'obra d'Ando i s'han convertit en l'estendard de la seva marca. Per tal de practicar la idea de la simplicitat, la seva arquitectura està construïda principalment amb formigó, proporcionant alhora sensació de neteja i ingravidesa. A causa de la senzillesa exterior, la construcció i l'organització de l'espai adquireixen una potència relativa amb la finalitat de representar l'estètica de la sensació. Ando declarà sobre el seu treball: "M'interessa un diàleg amb l'arquitectura del passat però ha de ser filtrat per la meva pròpia visió i experiència. Estic en deute amb Le Corbusier o Mies van der Rohe, però a la vegada accepto el que ells van fer i ho interpreto a la meva manera."A més de l'arquitectura religiosa japonesa, ha dissenyat també temples cristians, com l'Església de la Llum (1989) i l'Església de Tarumi (1993). Encara que les esglésies japoneses i cristianes presenten característiques diferents, Ando les planteja d'una manera similar. Creu que no hauria d'haver-hi cap diferència entre el disseny de l'arquitectura religiosa i el de les cases. Com ell mateix explica: "Estar-se en una casa no és només un problema de funcionament, sinó també espiritual. La casa és el lloc de la ment, i la ment és el lloc de Déu. L'estada a una casa és una recerca de la ment com el lloc de Déu, així com un va a l'església a buscar Déu. Una funció important de l'església és la de millorar aquest sentit del fet espiritual. En un lloc espiritual, la gent va a trobar la pau en la seva ment, com si fos la seva llar."
Ando també posa l'accent en la relació entre la natura i l'arquitectura. La seva intenció és que la gent experimenti fàcilment l'esperit i la bellesa de la natura a través de l'arquitectura. Ell creu que l'arquitectura és responsable de representar l'actitud del lloc i fer-la visible. Això no només simbolitza la seva teoria del paper de l'arquitectura dins la societat, també mostra per què passa tant de temps estudiant l'arquitectura de l'experiència física. Exemplificant sobre la casa Kojima l'arquitecte va dir: "La meva aspiració en aquest projecte era demostrar que era possible aconseguir un únic espai, carregat d'intencions, entreteixint els diferents estils de vida dels usuaris, a través de l'abstracció de la llum i del vent".

### Edificis i obres
La consistència de l'obra de Tadao Ando és coneguda per l'ús creatiu de la llum natural i per les estructures que segueixen les formes naturals del paisatge, en lloc d'alterar aquest segons les necessitats de l'espai construït d'un edifici. Els seus edificis es caracteritzen sovint per complexos camins de circulació tridimensionals. Aquests recorreguts entrellacen tant els espais interiors i exteriors dins de formes geomètriques de gran escala com els espais entre ells. Malgrat tot, contràriament a l'estil arquitectònic tradicional japonès d'espais oberts, Ando crea espais interiors tancats i ho justifica d'aquesta manera: "Produeixo espais interiors tancats, i no oberts. Utilitzo parets per definir els límits d'aquests espais, i ho faig basant-me en criteris humans, de manera que les persones percebin aquests espais com apropiats i còmodes. Amb les parets trenco també la monotonia habitual de, per exemple, els edificis comercials. Finalment, les parets separen l'exterior, sovint sorollós i caòtic, de l'interior que està dissenyat com resguard de tranquil·litat, aïllat de la resta."
La seva Casa Azuma, a Sumiyoshi (Azuma House, 住吉の⾧長屋︎), disposa de dos pisos de petites dimensions i està adaptada al seu lloc d'ubicació. Finalitzada l'any 1976, és una obra de joventut que va començar a mostrar els elements del seu estil característic. Es compon de tres volums rectangulars iguals: dos volums tancats d'espais interiors i separats per un pati obert. La posició del pati entre els dos volums interiors es converteix en
una part agregada del sistema de circulació de la casa. És famosa pel contrast entre l'aparença i l'organització espacial que permeten a la gent experimentar la riquesa de l'espai dins la geometria.
El complex d'habitatges a Rokko, als afores de Kobe, és un conjunt de laberints amb terrasses i balcons, atris i eixos. Els dissenys pels habitatges Rokko I (1983) i Rokko II (1993) il·lustren una sèrie de qüestions del vocabulari tradicional de l'arquitectura: la interacció de sòlids i buits; les alternatives entre obert i tancat; i els contrastos de llum i foscor. Resulta significatiu el notable treball d'enginyeria en aquests edificis perquè les estructures van sobreviure sense danys després del Gran Terratrèmol de Hanshin (1995). El crític d'arquitectura del New York Times, Paul Goldberger sosté que: "Ando és just en la tradició japonesa: l'estalvi sempre ha estat part de l'arquitectura japonesa, com a mínim des del segle XVI; i no és sense raó que Frank Lloyd Wright va admetre més lliurement les influències de l'arquitectura japonesa que qualsevol aportació americana."
El pavelló japonés de l'Exposició Universal a Sevilla de 1992 (1989-1992) és un enorme edifici de fusta basada en l'estètica tradicional japonesa a on plasma tradició amb contemporaneitat, tecnologia i cultura. Normalment, Ando crea espais amb caràcter espiritual japonés amb materials moderns com el formigó, l'acer i el vidre. El seu objectiu era "reinterpretar la tecnologia de l'arquitectura en fusta japonesa mitjançant la tecnologia contemporània"

## Galeria fotogràfica

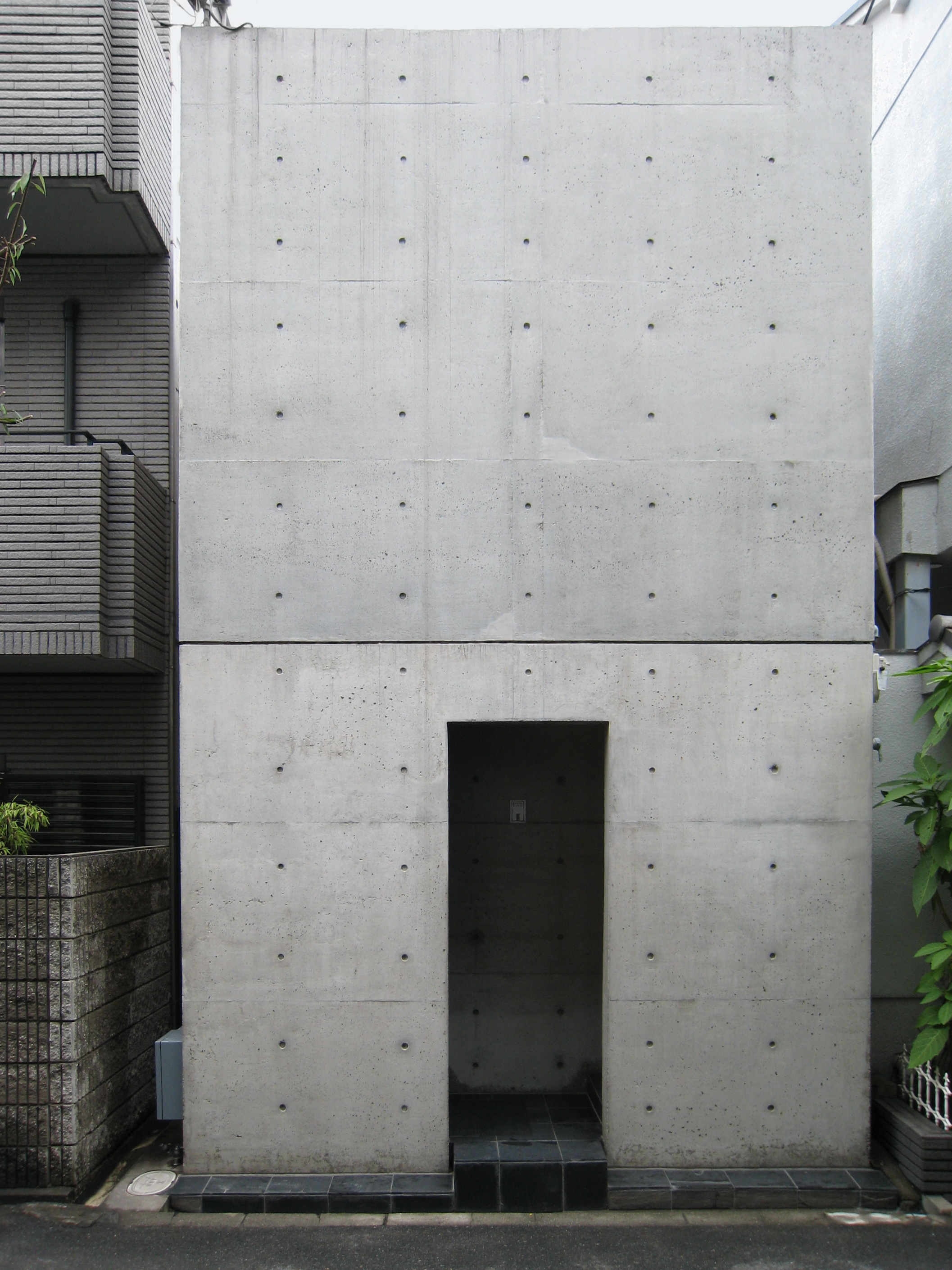
Casa Azuma, a Sumiyoshi, Osaka (1976)
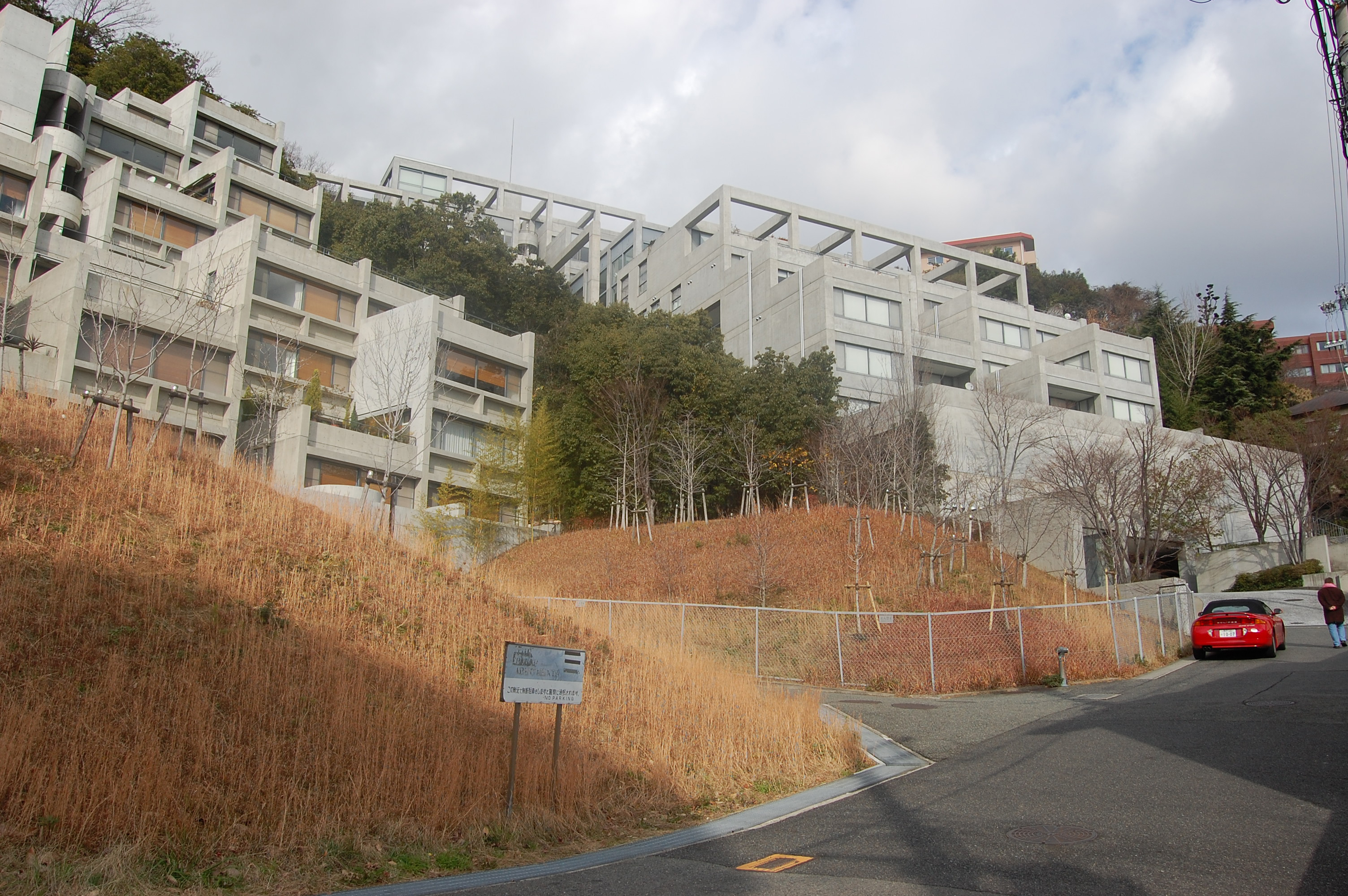
Habitatges Rokko I i II, a Kobe (1983 i 1993)
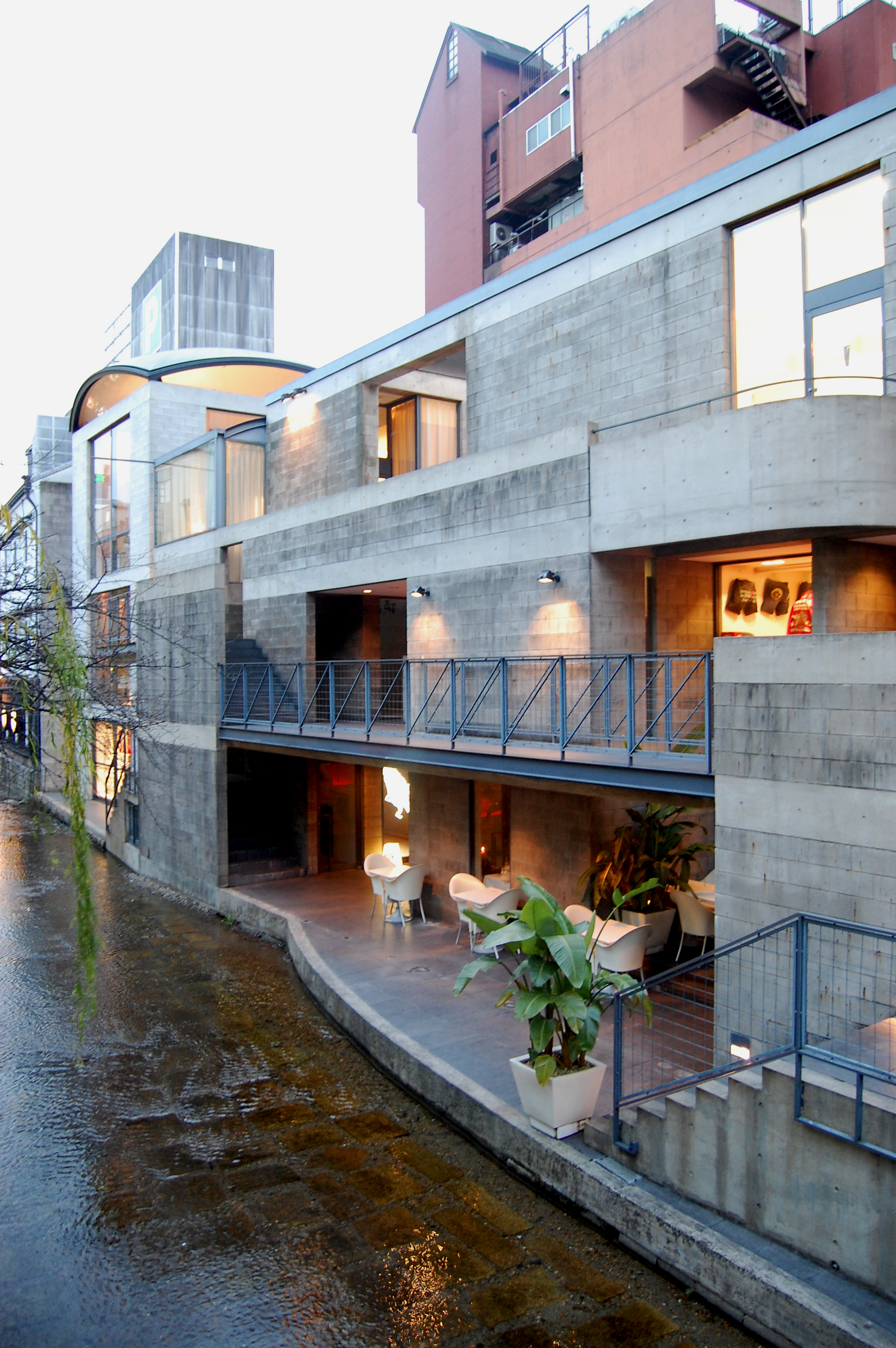
Galeria Times, a Kyoto (1984)
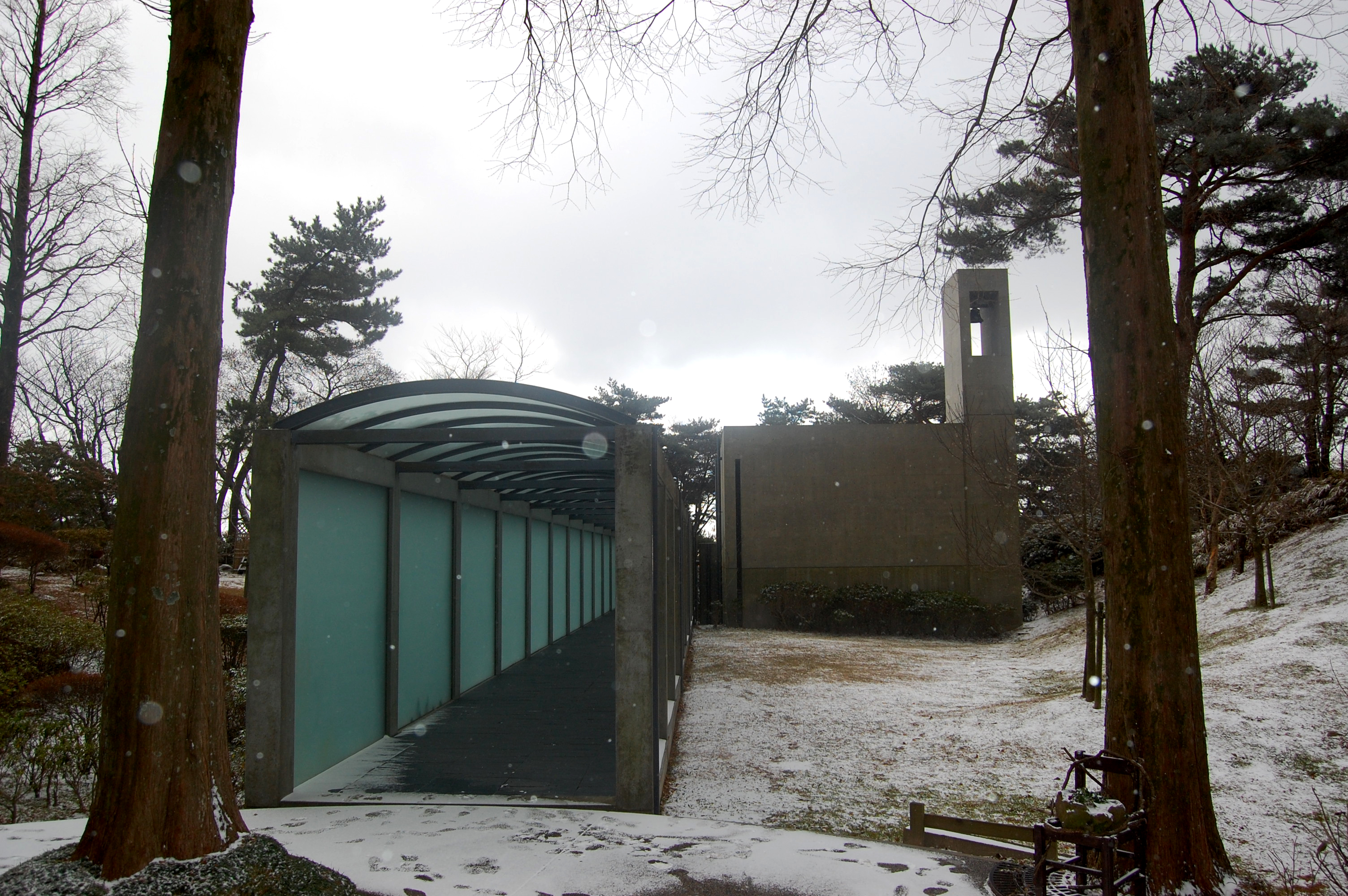
Capella del Mont Rokko, a Kobe (1986)
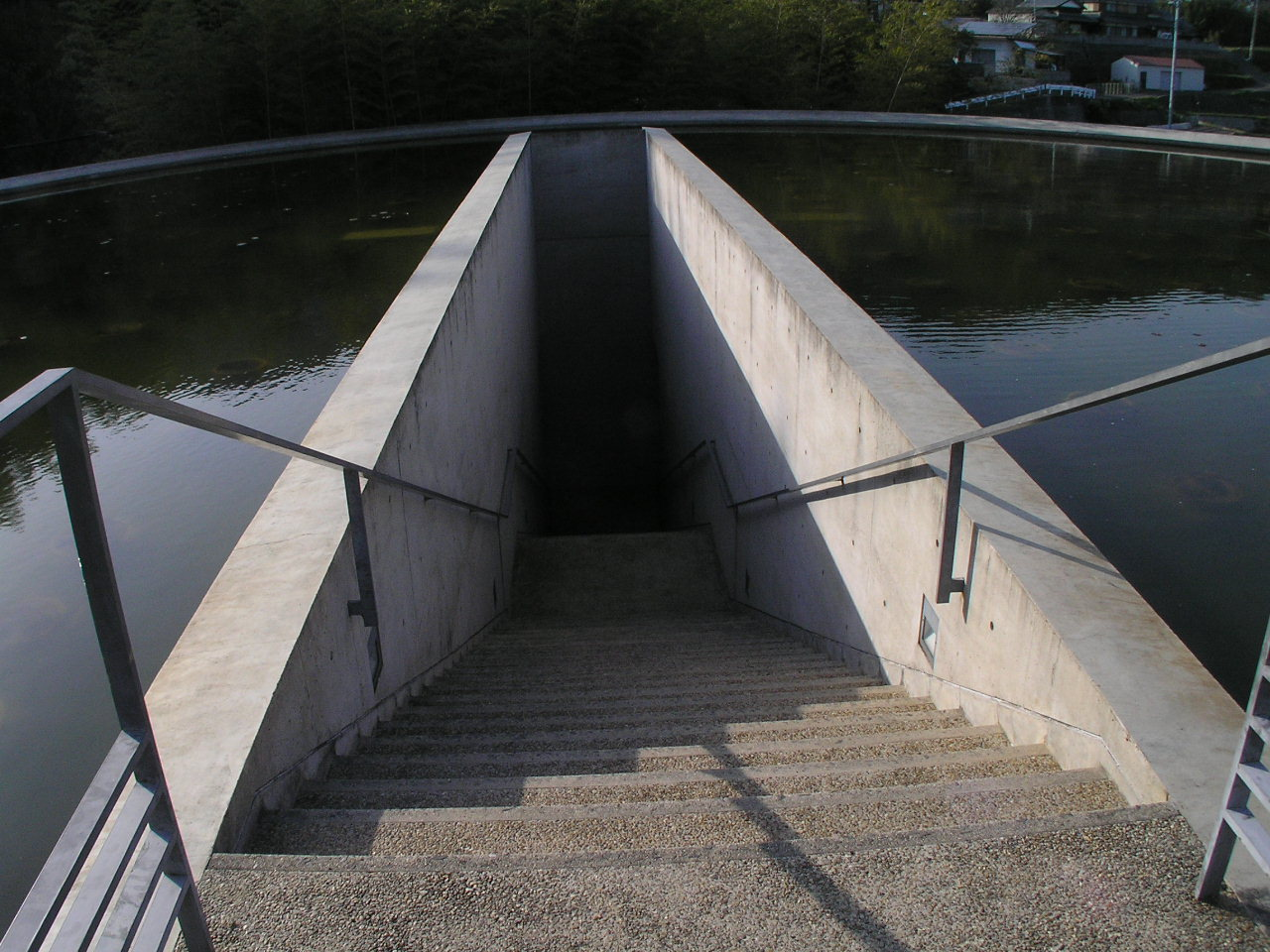
Temple de l'Aigua, a Tomamu, Hokkaido (1988)
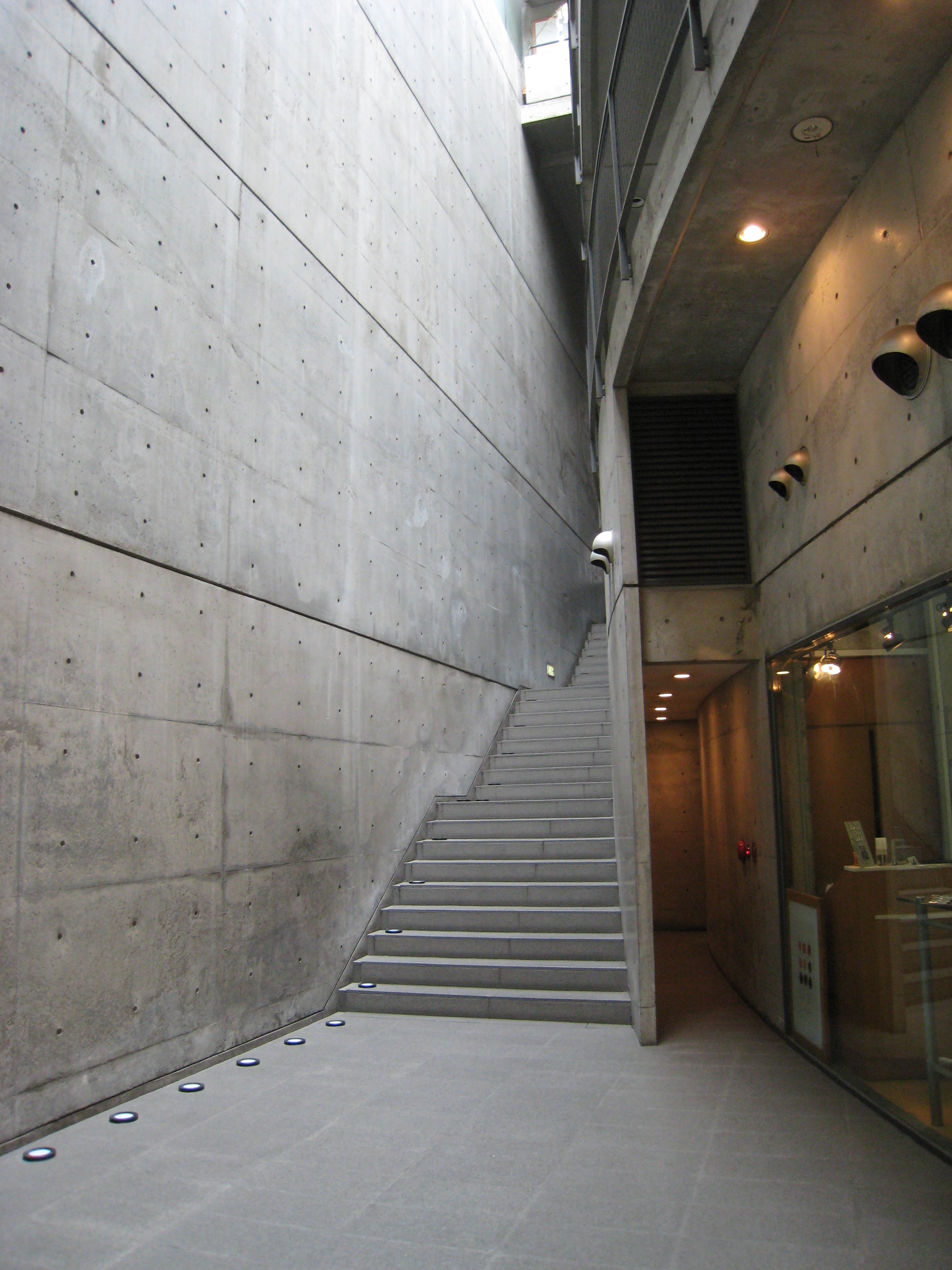
Galeria Akka, a Osaka (1988)
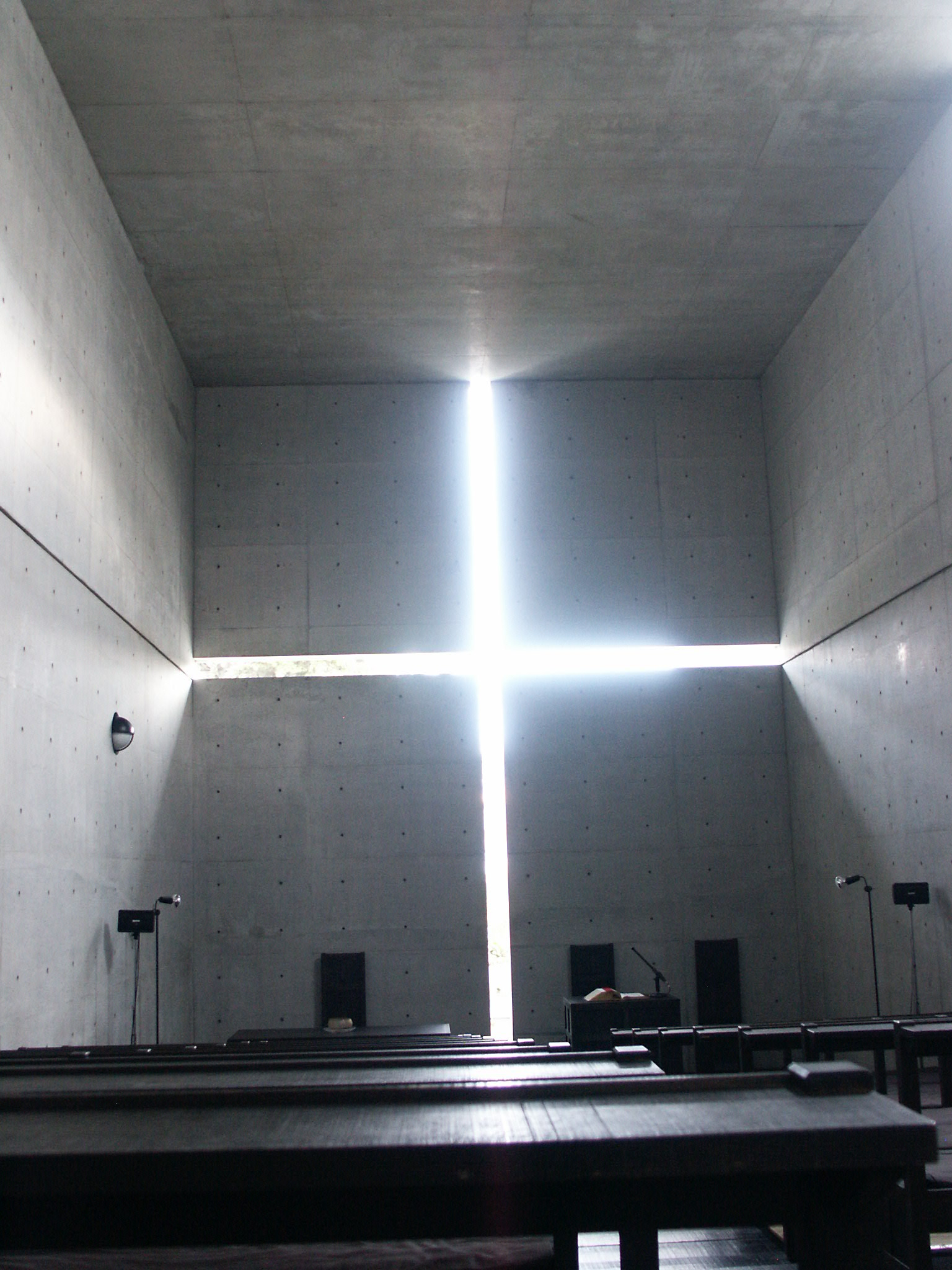
Església de la Llum, a Ibaraki, Osaka (1989)
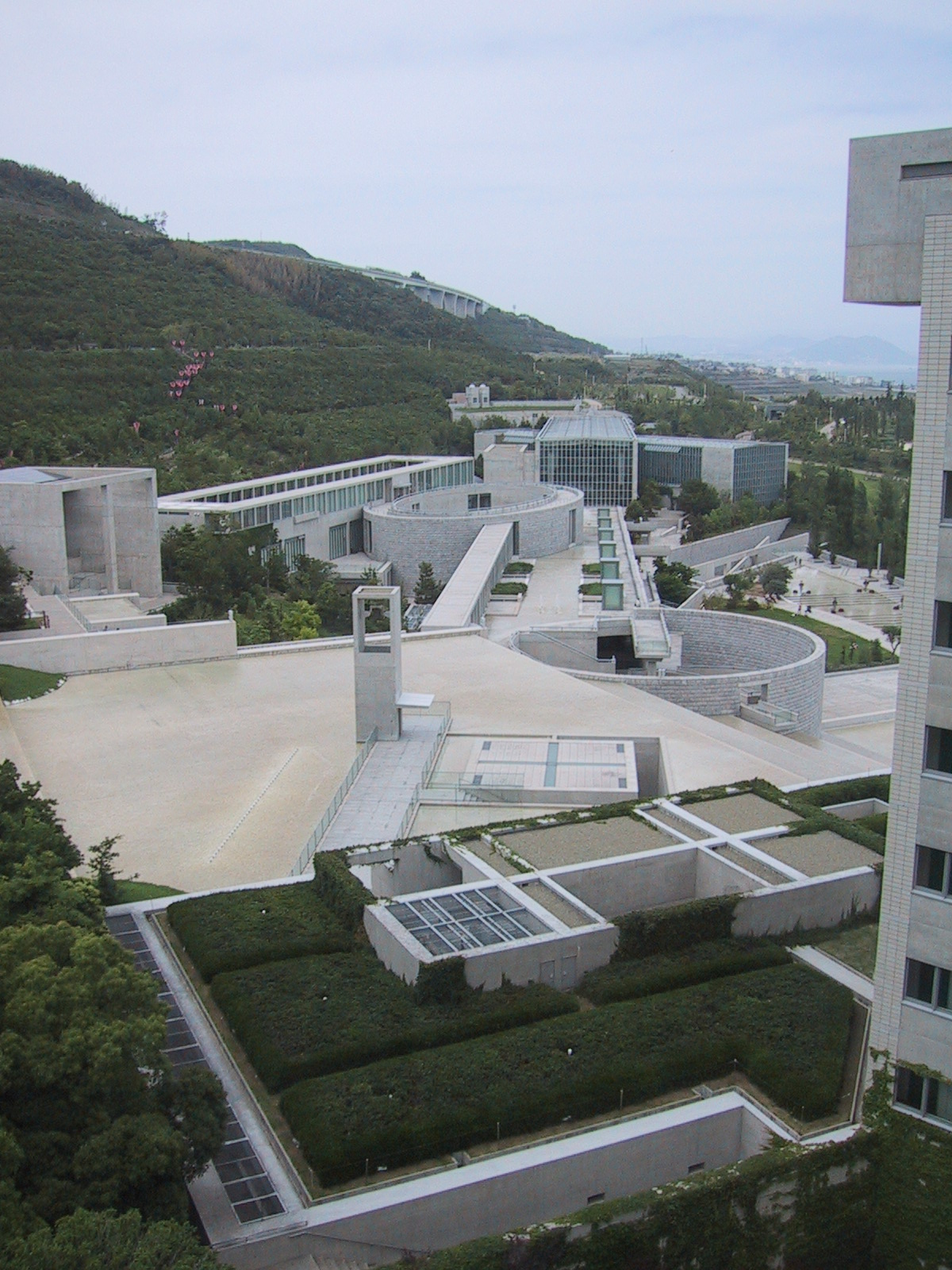
Hotel Westin, a l'illa Awaji, Kobe (1991)
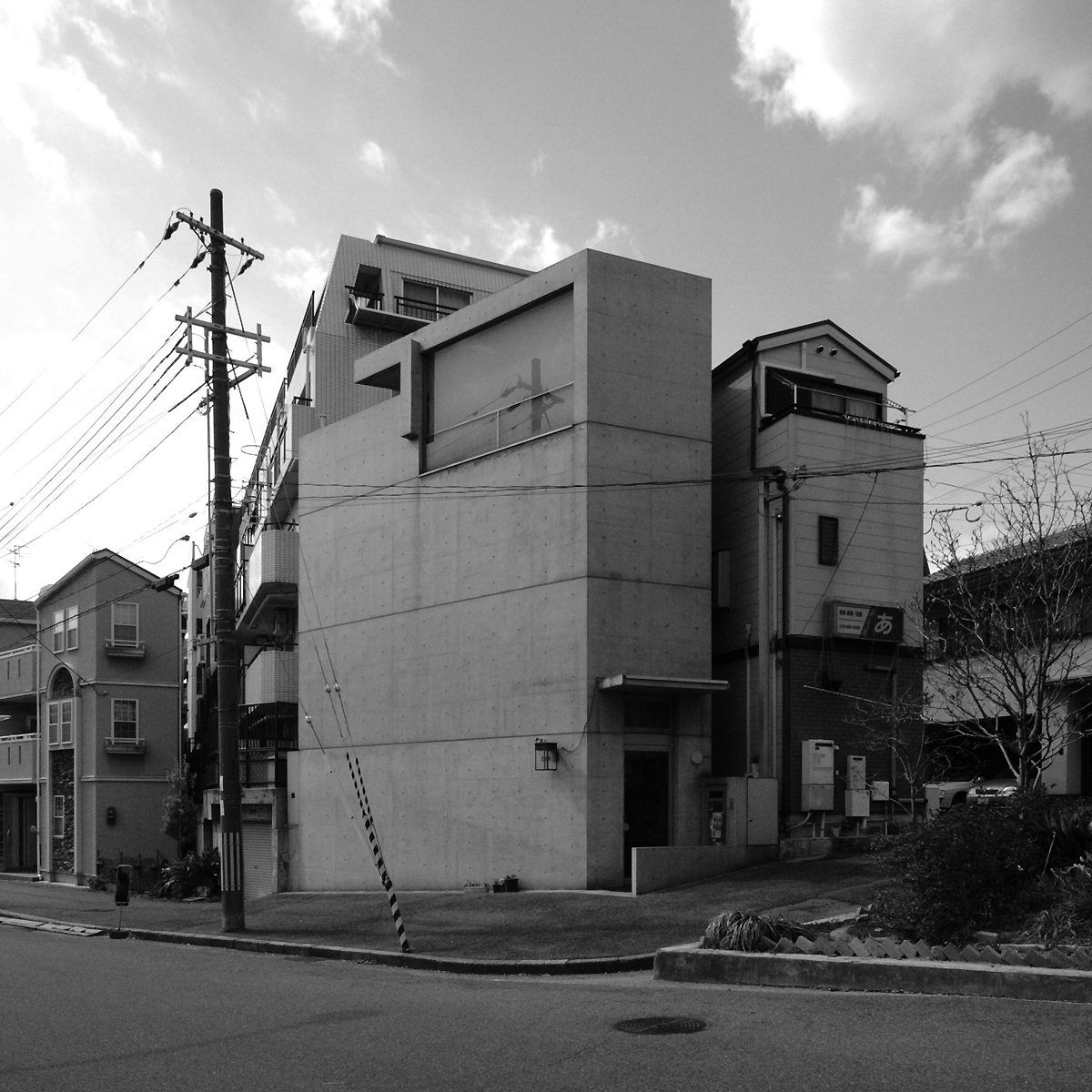
Galeria Noda, a Kobe (1993)
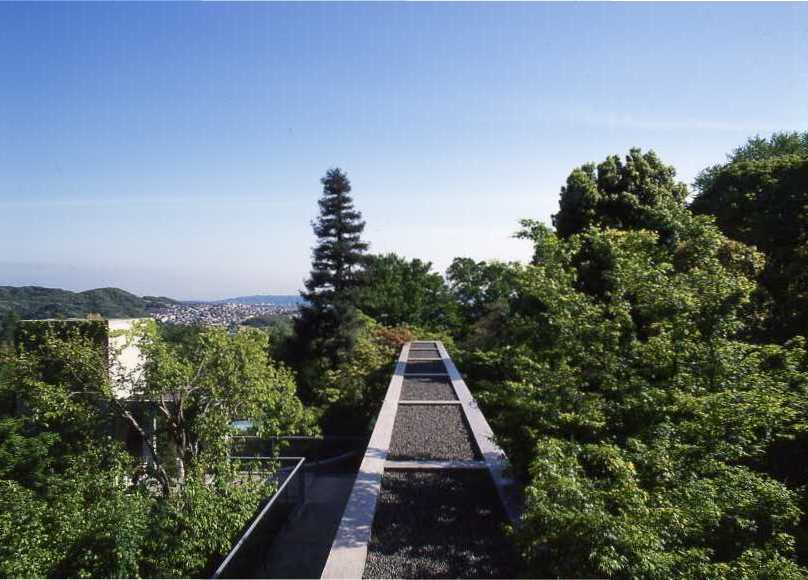
Museu d'Art, a Asahi, Kyoto (1995)
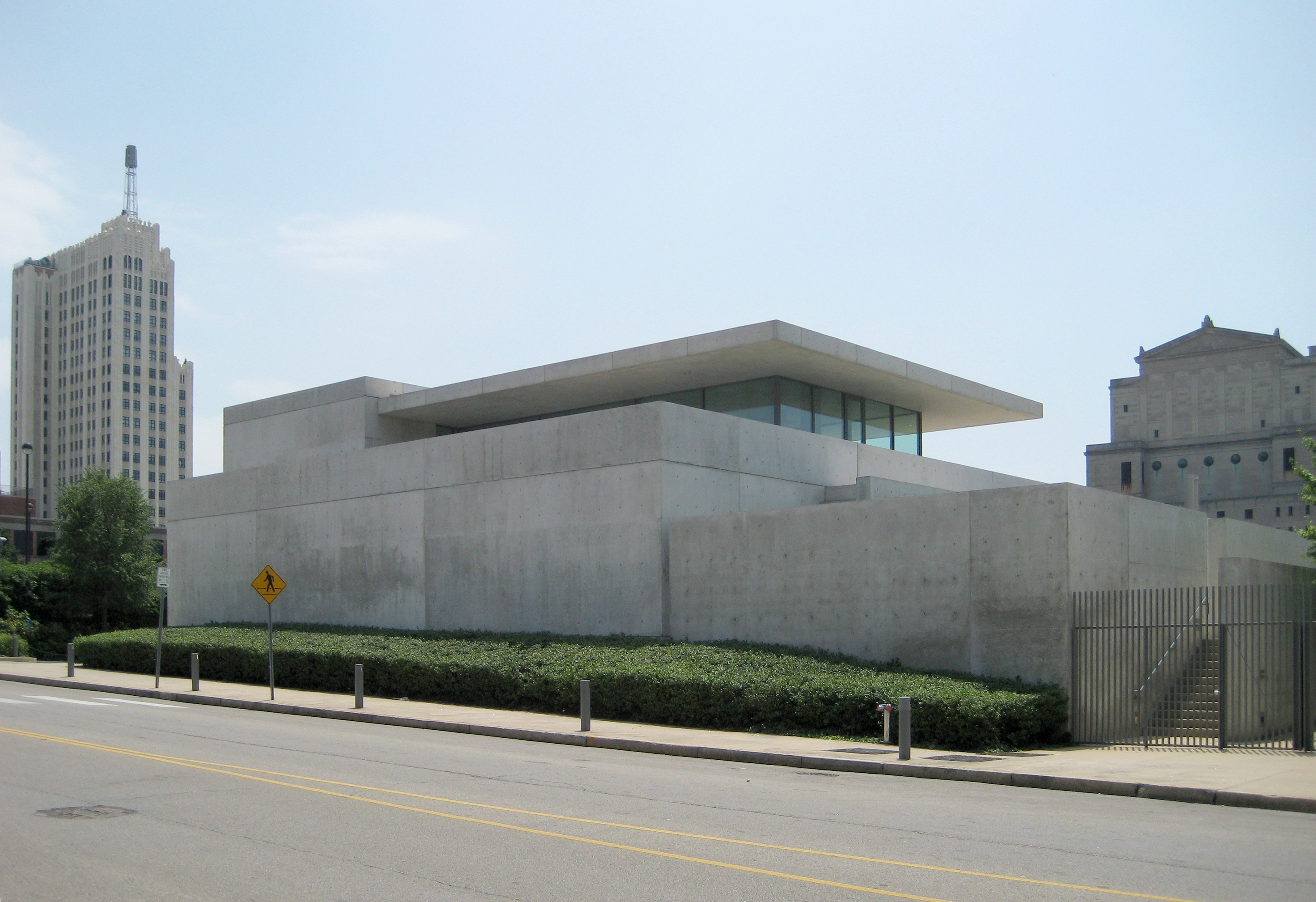
Fundació Pulitzer per a les Arts, a Saint Louis, Missouri (2001)
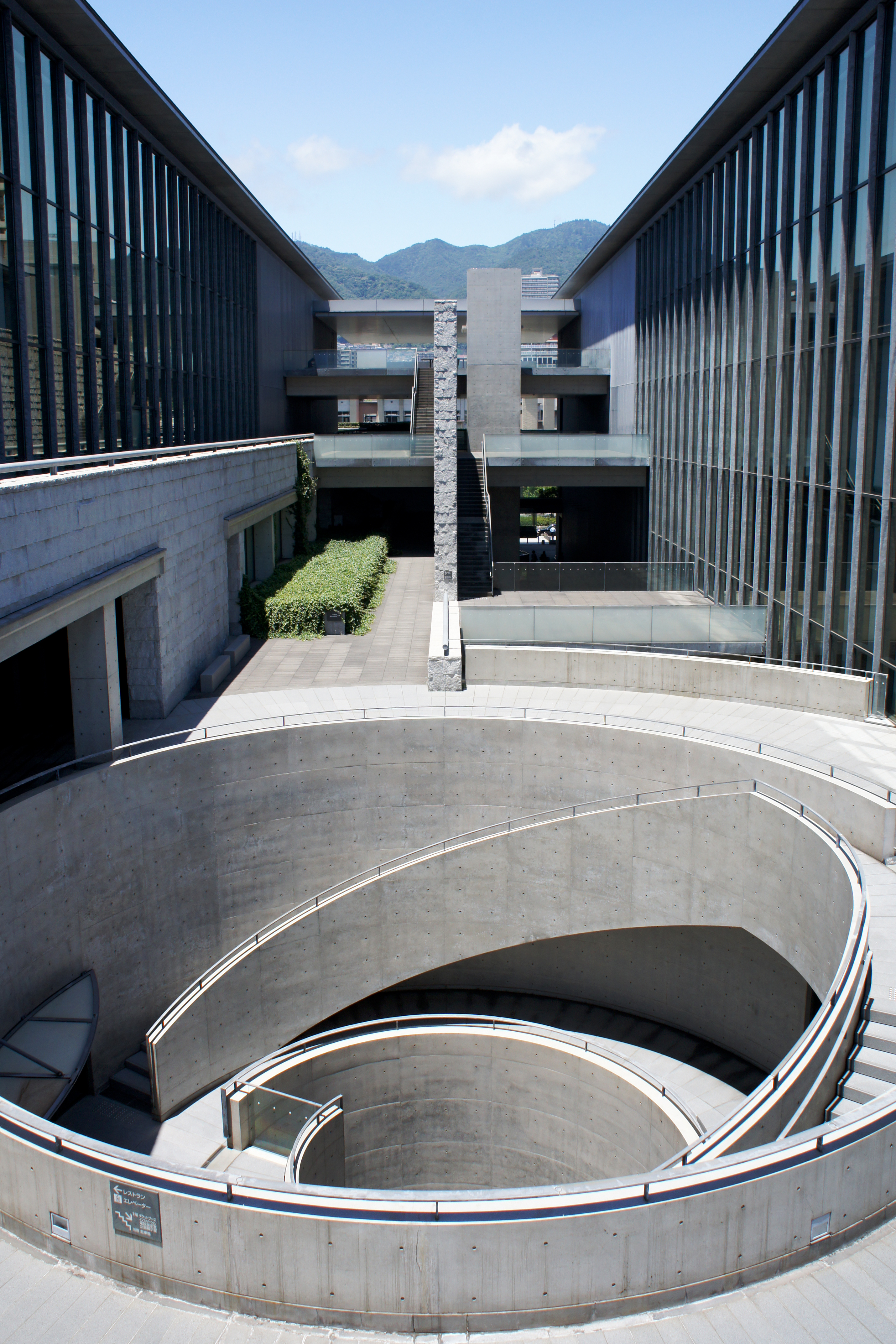
Museu d'Art de la Prefectura de Hyogo, a Kobe (2002)
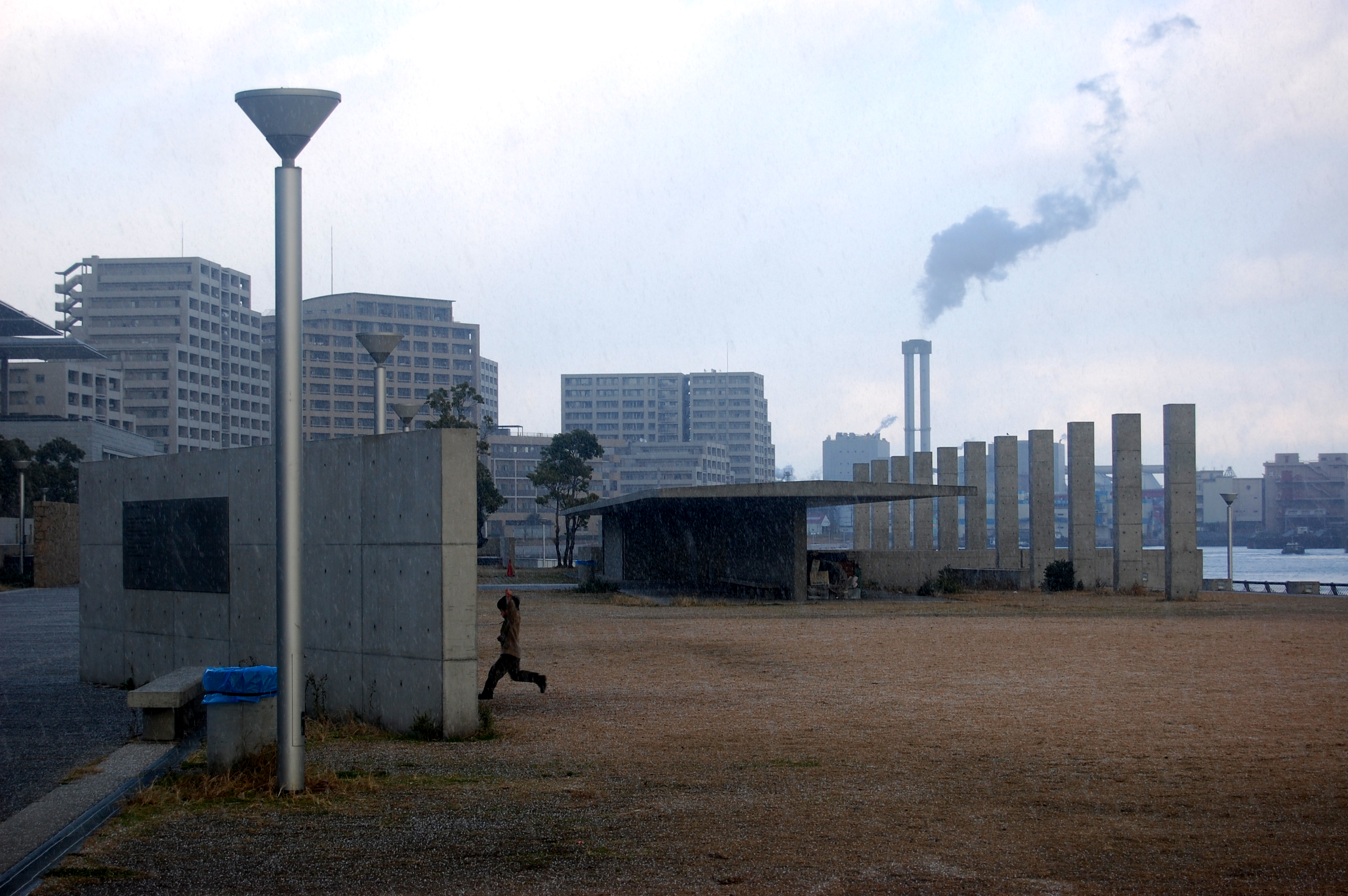
Plaça del Front Marítim, junt al Museu de Hyogo (Kobe)
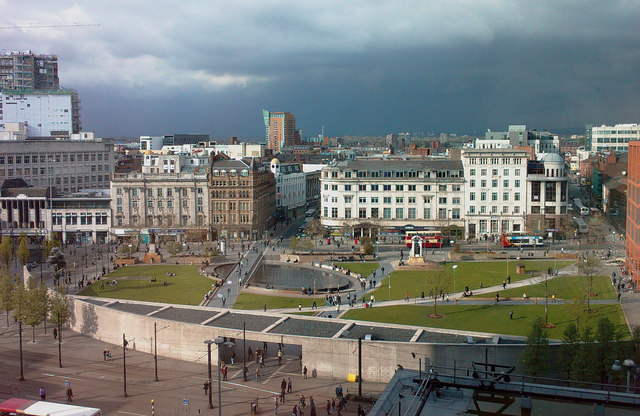
Jardins de Piccadilly, a Manchester (2003)
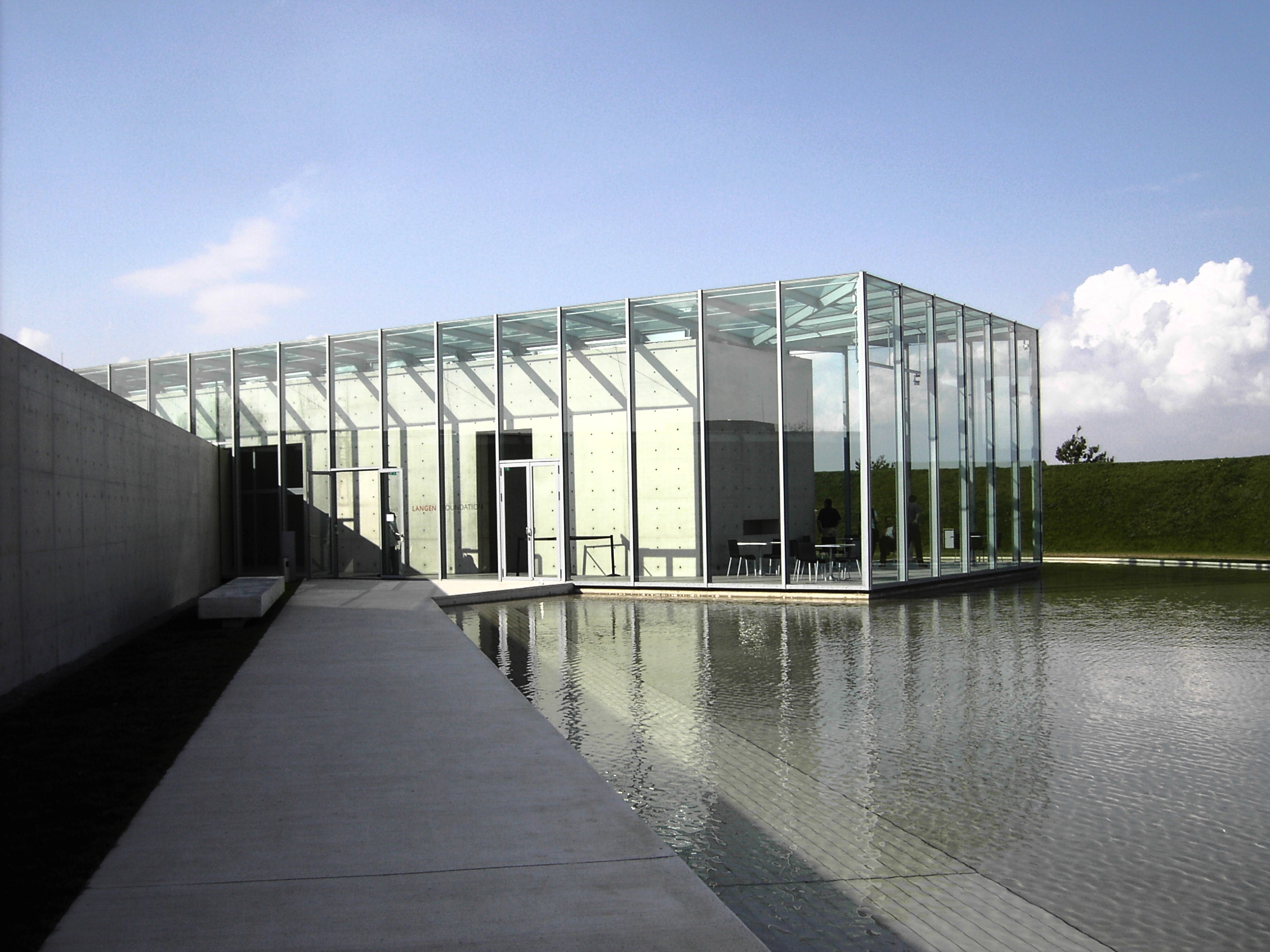
Fundació Langen, a Neuss, Alemanya (2004)